# Josef Horešovský
Josef Horešovský (* 18. července 1946 Žilina, Československo) je bývalý český hokejový obránce, který v nejvyšší hokejové lize hrál za 4 týmy (nejvíce sezón odehrál za Spartu Praha) a reprezentoval Československo na mnoha mezinárodních turnajích. Získal zlatou medaili na mistrovství světa 1972, je také dvojnásobným medailistou z olympijských her. V roce 1969 absolvoval Fakultu tělesné výchovy a sportu Univerzity Karlovy. Po ukončení hráčské kariéry působil jako trenér. Je členem české hokejové síně slávy.

## Hráčská kariéra
S hokejem začal jako venkovský kluk na rybníku v rodné Žilině, malé obci kousek od Kladna. Jelikož projevil velký zájem se hokeji věnovat závodně, přihlásil se na výběr do Kladna. Byl vybrán, do mládežnických týmů nastoupil v roce 1957. Měl velký talent, prokázal i pořádnou porci píle a pracovitosti. Jeho kariéra šla bleskově nahoru, v patnácti letech trénoval s kladenským „áčkem“. Ačkoli měl robustní postavu, upoutal hokejovými přednostmi, střelbou od modré čáry a dobrými nahrávkami.
V nejvyšší hokejové soutěži odehrál celkem 16 sezón, a to za Poldi Kladno (3 sezóny), Spartu Praha (9 sezón), Duklu Jihlavu (2 sezóny) a Motor České Budějovice (2 sezóny). Celkově odehrál 512 zápasů.
V reprezentaci během sedmi sezón 152 zápasů. Startoval také na Zimních olympijských hrách 1968 (stříbro) a 1972 (bronz).

## NHL
Koncem 60. let se kluby zámořské ligy zajímaly o přední československé hokejisty. Jeho si vyhlédli ve St. Louis Blues. Když byli na oddílovém turné ve Švédsku, hráče osobně oslovil trenér Scotty Bowman s nabídkou na podpis smlouvy (13 tisíc dolarů plus 5000 jako bonus). Politická situace ale pro tyto odchody nebyla příznivá – pokud chtěl hráč zkusit štěstí v západní Evropě, znamenalo to splnit věkovou hranici a dostatečný počet mezistátních startů; odchody do zámoří tehdejší představitelé ale neumožňovali (až na výjimku pro Jaroslava Jiříka). Při nesplnění podmínek mohl hráč emigrovat, a to se všemi negativními důsledky pro jeho rodinu a příbuzné. Horešovský v té době neměl dokončenou FTVS, vzhledem k tomu, že neměl odslouženou základní vojenskou službu, v případě emigrace by byl klasifikován jako vojenský zběh.

## Trenérská kariéra
Po skončení ligové kariéry z důvodu zdravotních problémů v sezóně 1978–79 postoupil na místě asistenta s mužstvem Škody Plzeň do nejvyšší soutěže (jako hlavní trenér zde působil Vlastimil Sýkora). Následující rok působil u Motoru České Budějovice. Na další 2 roky s Janem Eysseltem převzali trenérské žezlo v HC Sparta Praha, odkud jako trenér odcházel Luděk Bukač. Poté se mu splnil sen, který měl již jako hráč. Odešel na 4 sezóny do zahraničí trénovat francouzské týmy – tři sezóny strávil v Grenoblu, jednu v Gapu.
Od sezóny 1986–87 na dlouhá léta spojil svoji profesní kariéru se Spartou Praha, nejprve působil dva roky jako asistent Pavla Wohla, v sezóně 1988–89 již jako hlavní trenér s asistentem Bergrem. Následující rok dosáhl velikého úspěchu – zisk mistrovského titulu pro Spartu Praha po dlouhých 36 letech. Další dvě sezóny mu ve Spartě dělal asistenta Tomáš Netík. V sezóně 1990–91 byl zároveň asistentem trenéra Stanislava Neveselého v národním mužstvu na Mistrovství světa 1991 ve finském Turku.
V sezóně 1992–93 působil jako asistent Pavla Wohla a na konci sezóny byl zisk dalšího titulu mistra. V sezóně 1993–94 v průběhu sezóny odstoupil. V sezóně 1995–96 v prosinci se stal hlavním trenérem ke dvojici asistentů Stanislav Berger – František Výborný, opět ve Spartě Praha. V sezóně 1996–97 pracoval ve funkci sportovního ředitele HC Sparta Praha.
V následujících letech se podrobil několika operacím (všechny se týkaly kyčelních kloubů) a do nejvyšší hokejové soutěže se již nevrátil. Působil ještě v druholigových týmech, např. (HC Slovan Ústí nad Labem, HC Mladá Boleslav). Posledním týmem, kde se objevil jako trenér, byla Třebíč, kde skončil v roce 2008.